# Świątki (Woiwodschaft Ermland-Masuren)
Świątki (deutsch Heiligenthal) ist ein Dorf in der polnischen Woiwodschaft Ermland-Masuren. Es gehört zur Landgemeinde Świątki im Powiat Olsztyński (Kreis Allenstein).

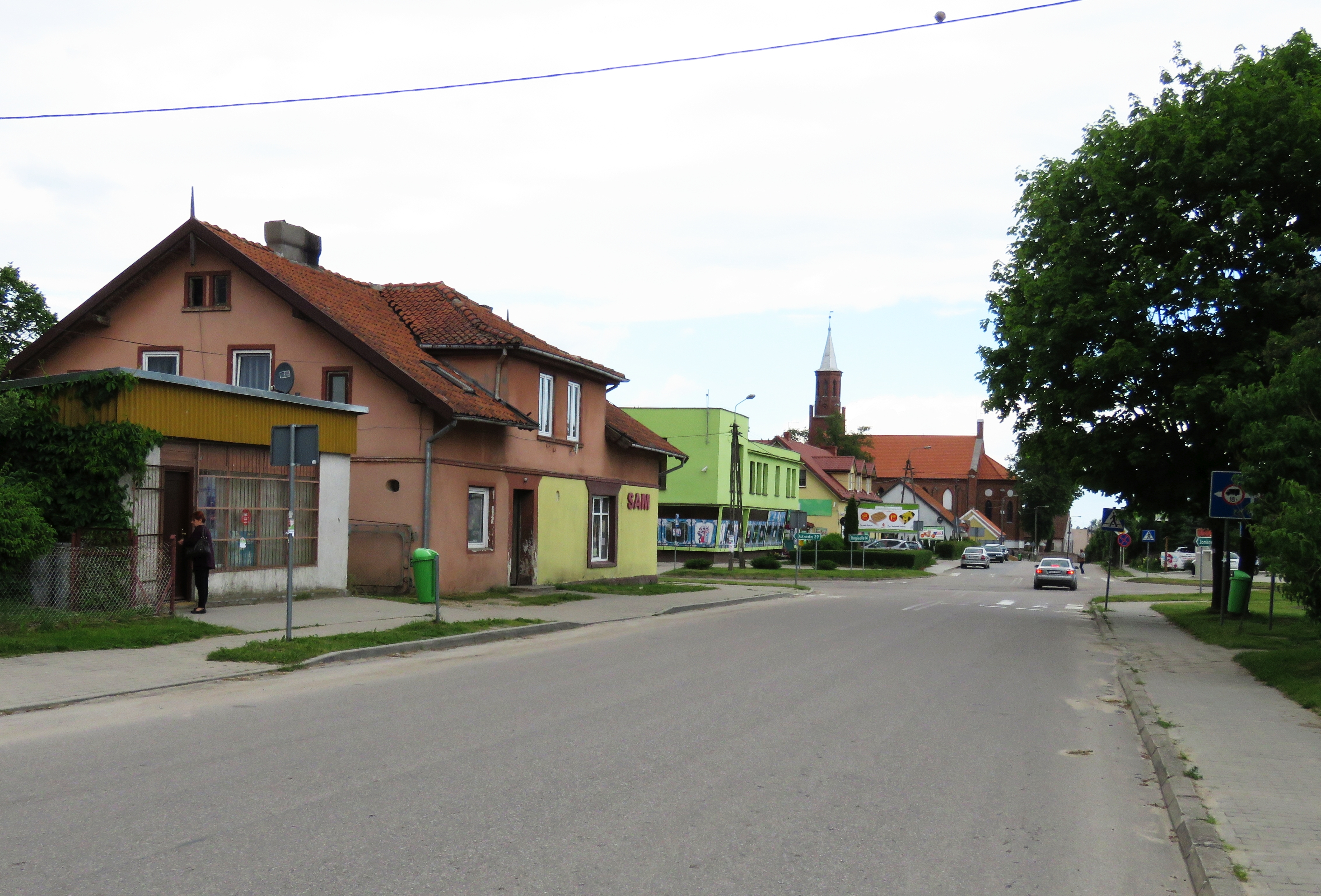
Ortsdurchfahrt Świątki mit Blick auf die Cosmas-und-Damian-Kirche

## Geographische Lage
Świątki liegt in der nordwestlichen Woiwodschaft Ermland-Masuren, 32 Kilometer südwestlich der früheren Kreisstadt Heilsberg (polnisch Lidzbark Warmiński) bzw. 22 Kilometer nordwestlich der heutigen Kreismetropole Olsztyn (deutsch Allenstein).

## Geschichte

### Ortsgeschichte
In den Jahren 1333 bis 1342 erhielt das Dorf vom Bischofsvogt Heinrich von Luter die Handfeste nach Kulmer Recht. Bereits 1347 wurde der Ort als Pfarrdorf bezeichnet.
Am 21. Mai 1874 wurde Heiligenthal ein Amtsdorf und damit namensgebend für einen Amtsbezirk im ostpreußischen Kreis Heilsberg, Regierungsbezirk Königsberg. 504 Einwohner zählte das Dorf im Jahre 1910.
Am 30. September 1928 wurde der Nachbargutsort Komalmen (polnisch Komalwy) nach Heiligenthal eingemeindet. Die Zahl der Einwohner belief sich 1933 auf 612 und steigerte sich bis 1939 auf 717. Im Jahre 1939 wurde noch der Nachbarort Deppen (polnisch Dąbrówka) nach Heiligenthal eingegliedert.
Im Jahre 1945 wurde in Kriegsfolge das gesamte südliche Ostpreußen an Polen abgetreten. Heiligenthal erhielt die polnische Namensform „Świątki“. Heute ist das Dorf eine Ortschaft und zugleich Amtssitz der Gmina Świątki (Landgemeinde Heiliegnthal) im Powiat Olsztyński (Kreis Allenstein), von 1975 bis 1998 der Woiwodschaft Olsztyn, seither der Woiwodschaft Ermland-Masuren zugehörig. Das Dorf Świątki zählte im Jahre 2021 868 Einwohner.

### Amtsbezirk Heiligenthal (1874–1945)
Bei seiner Errichtung im Jahre 1874 setzte sich der Amtsbezirk Heiligenthal aus fünf Kommunen zusammen. Am Ende waren es aufgrund struktureller Veränderungen noch drei:
| Deutscher Name | Polnischer Name | Anmerkungen                         |
| -------------- | --------------- | ----------------------------------- |
| Alt Garschen   | Garzewo         |                                     |
| Deppen         | Dąbrówka        | 1939 nach Heiligenthal eingemeindet |
| Heiligenthal   | Świątki         |                                     |
| Komalmen       | Komalwy         | 1928 nach Heiligenthal eingemeint   |
| Waltersmühl    | Konradowo       |                                     |

## Religion

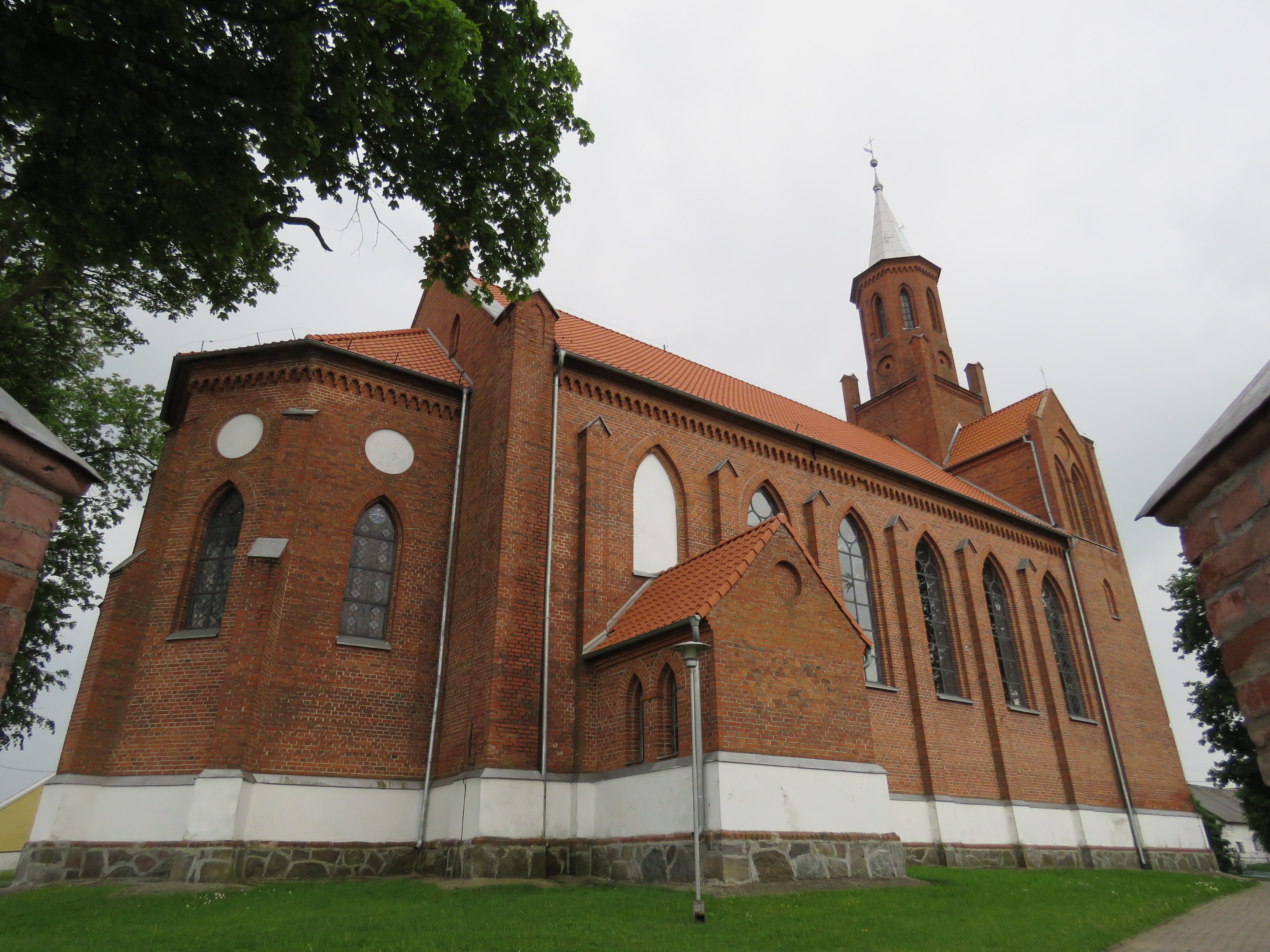
Die Pfarrkirche St. Cosmas und Damian in Świątki

Bereits im 14. Jahrhundert hat es in Heiligenthal eine Kirche gegeben. Das damalige römisch-katholische Kirchengebäude musste im 19. Jahrhundert einem Neubau weichen, der 1855 und 1856 in neugotischem Stil errichtet wurde. Er wurde 1871 geweiht und den heiliggesprochenen Zwillingsbrüdern Cosmas und Damian gewidmet.
Bis heute ist Świątki ein römisch-katholisches Pfarrdorf. Es gehört seit 1992 zum Erzbistum Ermland.
In Heiligenthal lebende evangelische Christen gehörten bis 1945 zur Pfarrkirche in Guttstadt in der Kirchenprovinz Ostpreußen der Kirche der Altpreußischen Union. Heute ist Świątki der Diözese Masuren der Evangelisch-Augsburgischen Kirche in Polen zugeordnet.

## Verkehr
Świątki liegt an der verkehrsreichen Woiwodschaftsstraße 530, die von Dobre Miasto (Guttstadt) bis nach Ostróda (Osterode in Ostpreußen) führt. Innerhalb von Świątki wird sie von einer Nebenstraße gekreuzt, die Zagony (Sommerfeld) an der Woiwodschaftsstraße 507 mit Jonkowo (Jonkendorf) verbindet.
Eine Bahnanbindung besteht nicht.